# 蓑島村 (新潟県)
蓑島村（みのしまむら）は、かつて新潟県北蒲原郡にあった村。

## 沿革
- 1889年（明治22年）4月1日 - 町村制施行に伴い北蒲原郡北蓑口村、西蓑口村、西飯島村、北飯島村、西宮内村が合併し、蓑島村が発足。
- 1901年（明治34年）11月1日 - 北蒲原郡佐々木村、鳥興野村と合併し、佐々木村を新設して消滅。